# Барышев, Григорий
Григорий Барышев (ок. 1854 — ?) — русский поэт.

## Биография
Родился в селе Брейтово Мологского уезда Ярославской губернии. Крестьянин. Первая публикация ― стихотворение «Житьё-бытьё крестьянина» (1873), с примечанием В. И. Аскоченского: «Нам нравится в этом стихотворении простота и неподдельность доброго чувства, да и способ выражения ― хоть куда. А кто знает, может быть, из этого доморощенного пииты и выйдет что-нибудь путное. Не так ли начинали Слепушкин, Никитин, Кольцов?». В том же году в журнале «Домашняя беседа» были опубликованы стихотворения Барышева: «Соседу», «Мой портрет», «Вопль грешника» и др.
Пятнадцать стихотворений Барышева были изданы отдельной книжкой: «Несколько стихотворений крестьянина Григория Барышева» (1874; библиографическая редкость), которую открывало стихотворение «Мой портрет»:
Я по вере ― христианин,
Званьем русский гражданин,
То есть лапотник-крестьянин,
Серый, значит, господин…
Курс домашнего ученья
Кончил чтеньем Псалтыря,
Находясь на попеченье
У Фомы пономаря.
Стихи сборника делятся на две группы: одни рисуют нелёгкую бедняцкую долю, картины крестьянского труда в разные времена года; другие ― религиозно-моралистического характера («Вопль грешника», «Три желания»). В стихах Барышева есть самобытный юмор, наблюдательность, чувство природы, как, например, в стихотворении «Осень в деревне». В 1876 году в «Домашней беседе» были напечатаны его стихотворения «Проталинка» и «Зимняя ночь в деревне».